# Tomislav Slavko Komarica
Tomislav Slavko Komarica (Banja Luka, 1923. – Beograd, 8. ožujka 1995.) novelist i publicist

## Životopis
U Banjoj Luci pohađao je Trgovačku akademiju. Sudionik je NOR-a i nosilac Partizanske spomenice 1941. Poslije rata generalni konzul u Zürichu. Uređivao je časopis "Međunarodna politika", potom je slobodni novinar. Pod pseudonimom S. Koslav, objavio je (1954. – 1957.) tri romansirane dokumentacije o događajima u razdoblju od 1918. do 1945.godine: 
- "Tragom nasilnika", Beograd, 1954.
- "Događalo se iza kulisa"
- "Generali obavještajne službe", Beograd, 1956.

## Djela
- "Zbogom oružje ili? Ženeva: nade i strepnje", Sedma sila, Beograd, 1962.
- "Noć i magla-Gestapo u Jugoslaviji", (u suautorstvu sa Slavkom Odićem), CIP, Zagreb, 1977.
- "Partizanska obavještajna služba", (u suautorstvu sa Slavkom Odićem), Zagreb, 1988.
- "Bijele mrlje", (u suautorstvu sa Slavkom Odićem), CIP, Zagreb, 1990.
- "Zašto Jasenovac nije oslobođen", Naklada Ljevak, Zagreb, 2008.